# (100405) 1996 AG5
(100405) 1996 AG5 es un asteroide perteneciente al cinturón de asteroides, descubierto el 12 de enero de 1996 por el equipo del Spacewatch desde el Observatorio Nacional de Kitt Peak, Arizona, Estados Unidos.

## Designación y nombre
Designado provisionalmente como 1996 AG5.

## Características orbitales
1996 AG5 está situado a una distancia media del Sol de 2,601 ua, pudiendo alejarse hasta 2,671 ua y acercarse hasta 2,530 ua. Su excentricidad es 0,027 y la inclinación orbital 2,881 grados. Emplea 1532 días en completar una órbita alrededor del Sol.

## Características físicas
La magnitud absoluta de 1996 AG5 es 16,4.